# 乔治·维阿
乔治·陶隆·曼内·奥蓬·奥斯曼·维阿（英語：George Tawlon Manneh Oppong Ousman Weah，/ˈwiːə/，1966年10月1日—）是一名賴比瑞亞政治人物及已退役足球运动员，賴比瑞亞前總統。曾效力意甲俱乐部AC米蘭，曾获得世界足球先生、欧洲足球先生和非洲足球先生，许多人认为其是有史以来最伟大的非洲足球运动员。维阿參加2005年利比里亚总统大选，惟在第二輪投票以40.6%對59.4%敗於埃伦·约翰逊·瑟利夫。2017年利比里亚大选中获得胜利，成为第一位出身于足球运动员的国家元首。
维阿曾在即将离开AC米兰时對傳媒表示：「我的膚色是黑色，我的血液是紅色的，我的一生都屬於紅黑色。」因為AC米蘭的球衣乃至球會的傳統顏色是紅黑色，所以此段言論至今仍舊被世界各地的AC米蘭球迷提及。

## 足球生涯

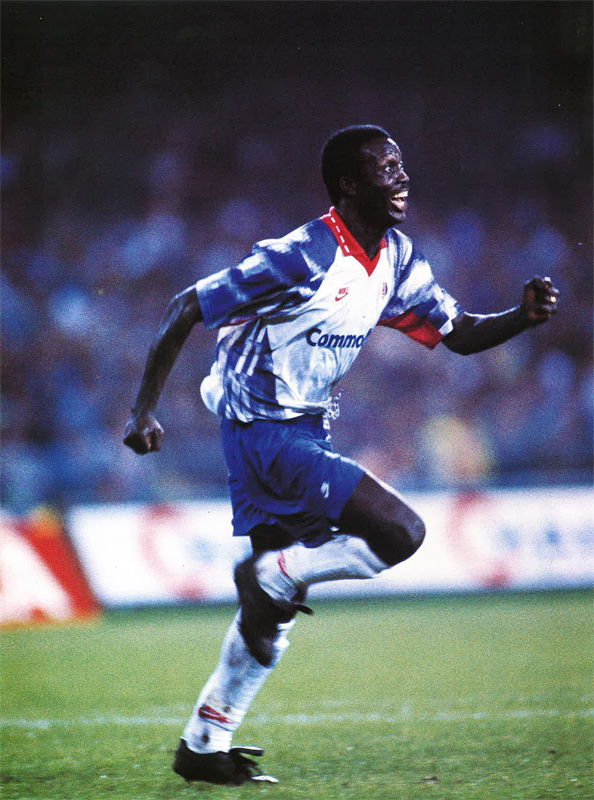
1992–93年歐洲足協盃中巴黎聖日耳曼對那不勒斯比賽中的維阿

韋亞自小在利比里亞首都蒙羅維亞的貧民窟中長大，後來獲一位經理人看中，在1981年帶他加入利比里亞當地的球會Young Survivors。1985年轉投該國的Mighty Barrolle球會。1987年加盟喀麥隆的雅温得霹雳，獲當時的喀麥隆國家隊領隊克洛德·勒鲁瓦賞識，向摩纳哥領隊阿尔塞纳·温格推薦韋亞，並於1988年以12000英鎊轉會費正式加盟。韋亞帶領摩納哥赢得1991年法国杯冠军，1992年转投法国球會巴黎圣日耳门，1994年赢得法甲联赛冠军。1995年他转往邻国意大利加盟AC米兰，身披詹尼·里维拉、马尔科·范巴斯滕等前辈穿过的象征着球队光荣传统的9号战袍，第一季不但取得意甲联赛冠军，同时还成为该年度世界足球先生，是第一位也是迄今唯一赢得这项荣誉的非洲球员。1996年在对阵维罗纳的比赛中，在一次反击中，他将球从本方禁区一直长驱直入带球80米，摆脱多名防守球员，闯进对方禁区射门得分，为球迷所津津乐道。
可惜自赢得世界足球先生后，维阿的表现亦日见下坡，间接令AC米兰连续两年失去意甲冠军。虽然1999年他与奥利弗·比尔霍夫搭档锋线重获联赛冠军，但一批新秀的崛起令他逐渐失去队内的主力位置。而他亦于翌年（2000年）卖往英超球会切尔西，半年后再先后效力曼城、马赛，和阿联酋联赛球会。
维阿于2002年宣告退役，总括球员生涯，主要荣誉都是在球会取得，但却未能为国家队打入任何一届世界杯。这意味着维阿是世界足球先生中，唯一未曾参与世界杯决赛週的球员。
维阿从英格兰回到法国，在马赛待过一段时间直到2001年5月。后来他在阿联酋职业足球联赛中和阿尔贾兹拉一起比赛，直到2003年退役，退役时年纪为37岁。

## 從政經歷
由于利比里亚本身内乱频仍，人才缺乏，维阿的球员生涯为他带来至高无上的地位，不少国人都把维阿视为国家的偶像。故2004年11月维阿宣佈角逐总统选举。不过在竞逐总统时，维阿却屡遭反对派攻击，尤其是维阿在球员时代长年居於海外，拥有法国国籍；退役后又移居美国纽约。不过在2005年8月13日，维阿的参选资格却成功确定。
2005年10月11日利比里亚正式举行总统选举，维阿在第一轮投票遥遥领先，但无法取得足够票数。同年11月8日第二轮投票，维阿却败给前世界银行理事埃伦·约翰逊·瑟利夫。维阿事后公开宣称不承认选举结果，但在同年12月21日却放弃选举诉讼。

## 總統時期
维阿於2017年再次參加利比里亞總統選舉，並成功當選成為總統。他随后在2023年第三度参选总统，谋求连任，但不敌前副总统约瑟夫·博阿凯。